# Malva maroccana
Malva maroccana är en malvaväxtart som först beskrevs av Jules Aimé Battandier och Trab., och fick sitt nu gällande namn av Verloove och Lambinon. Malva maroccana ingår i Malvasläktet som ingår i familjen malvaväxter. Inga underarter finns listade i Catalogue of Life.